# Agaatvlinder
De agaatvlinder (Phlogophora meticulosa) is een nachtvlinder uit de familie van de nachtuiltjes.

## Kenmerken
De agaatvlinder heeft een spanwijdte van 45 tot 52 millimeter. Door de eigenaardige wijze waarop de vleugels gevouwen zijn in rust, lijkt de vlinder op een verwelkt blad. De grondkleur kan variëren van olijfgroen tot bruin of roze-achtig. Het V-vormige patroon blijft bij alle variaties vaak hetzelfde.
De rupsen zijn ofwel groen ofwel bruin van kleur.

## Verspreiding
De vlinder komt voor van noordelijk Afrika via Europa tot westelijk Azië en is algemeen in Nederland en België. De vlinder vliegt in twee generaties per jaar. De eerste generatie van eind mei tot begin juni en de tweede van juli tot eind oktober. De tweede generatie zijn trekvlinders.
De rupsen kunnen het hele jaar door aangetroffen worden.

## Rups en zijn waardplanten
De waardplanten van de rupsen zijn vooral brandnetels, adelaarsvaren, klein kruiskruid, gekweekte spinazie, dovenetels, klimop en zuring. 
De agaatvlinder overwintert als rups of pop.
Overwinterende rupsen in een plantenkas zijn 's nachts actief door in het donker planten aan te vreten.
Bij daglicht zijn de rupsen niet actief en zijn nauwelijks te vinden omdat zij zich goed kunnen verstoppen.

## Externe links

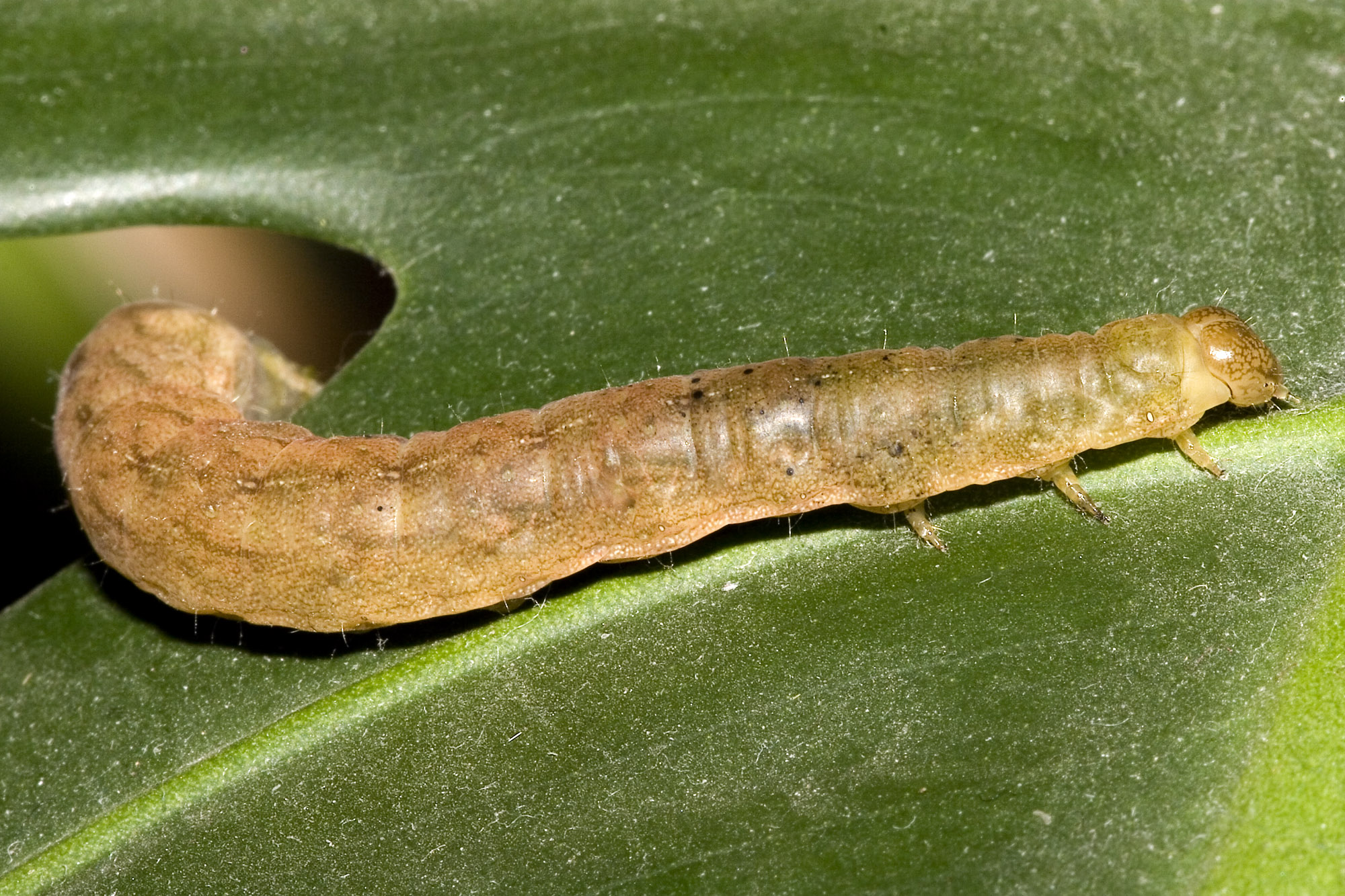
rups
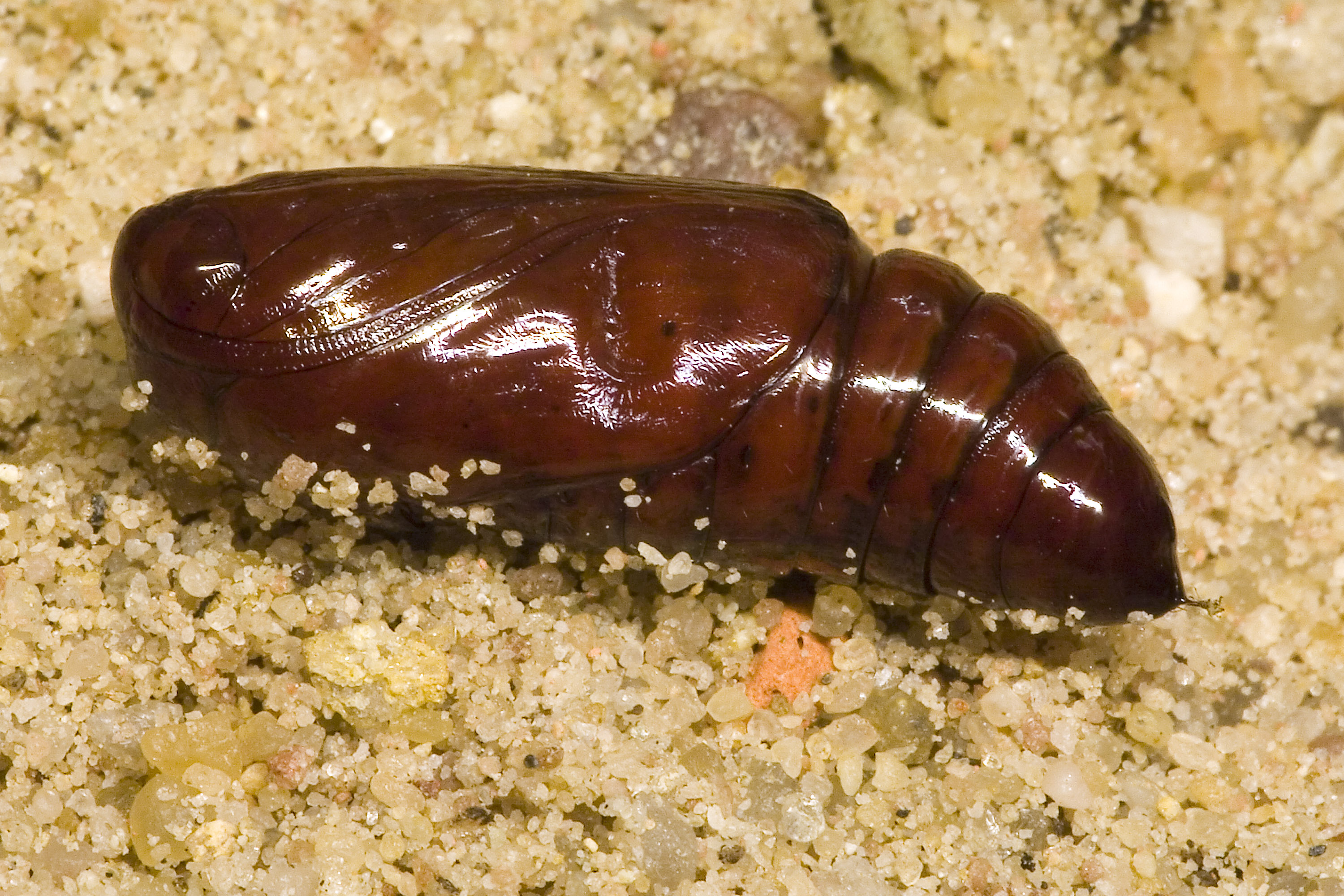
pop
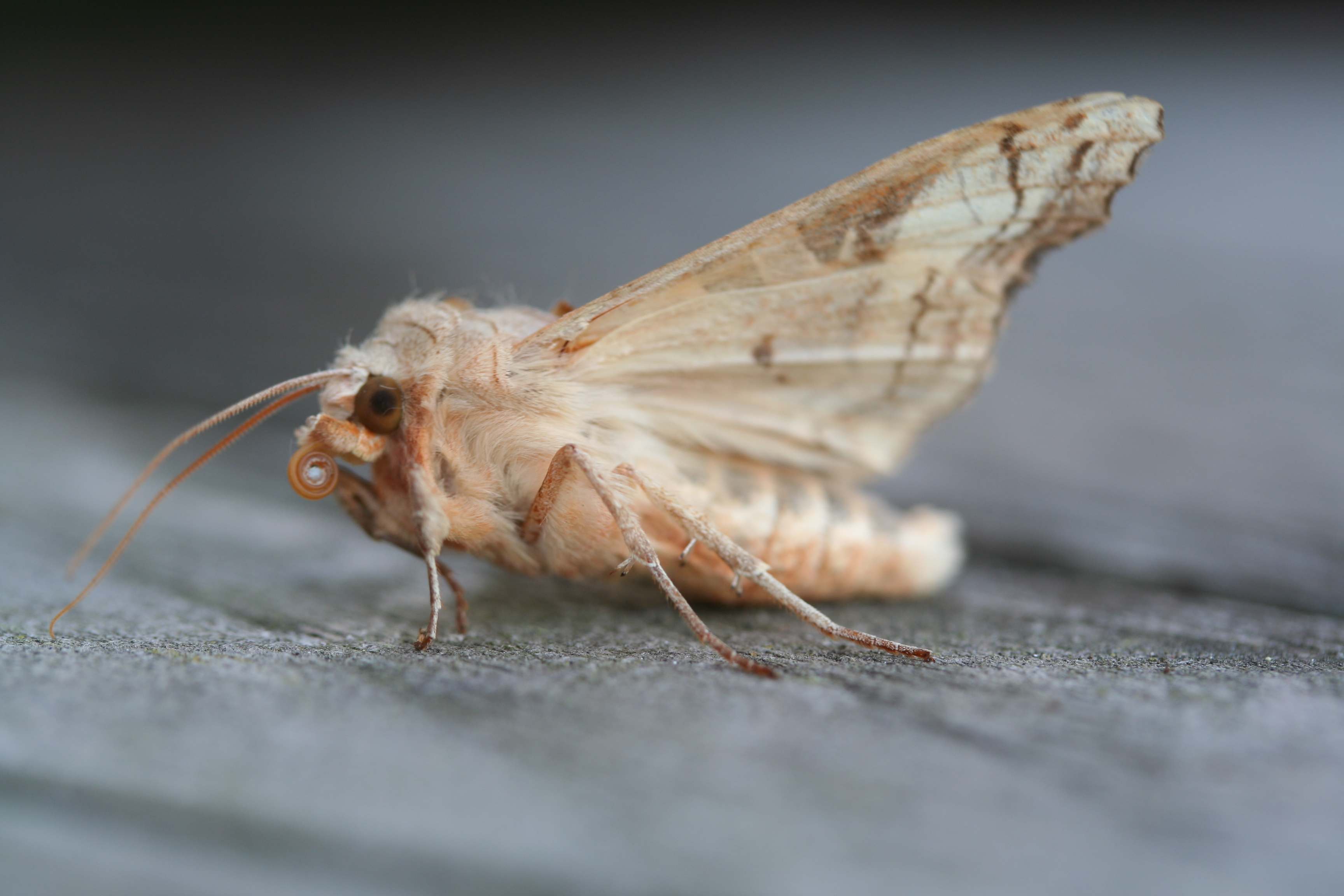
Close-up van imago
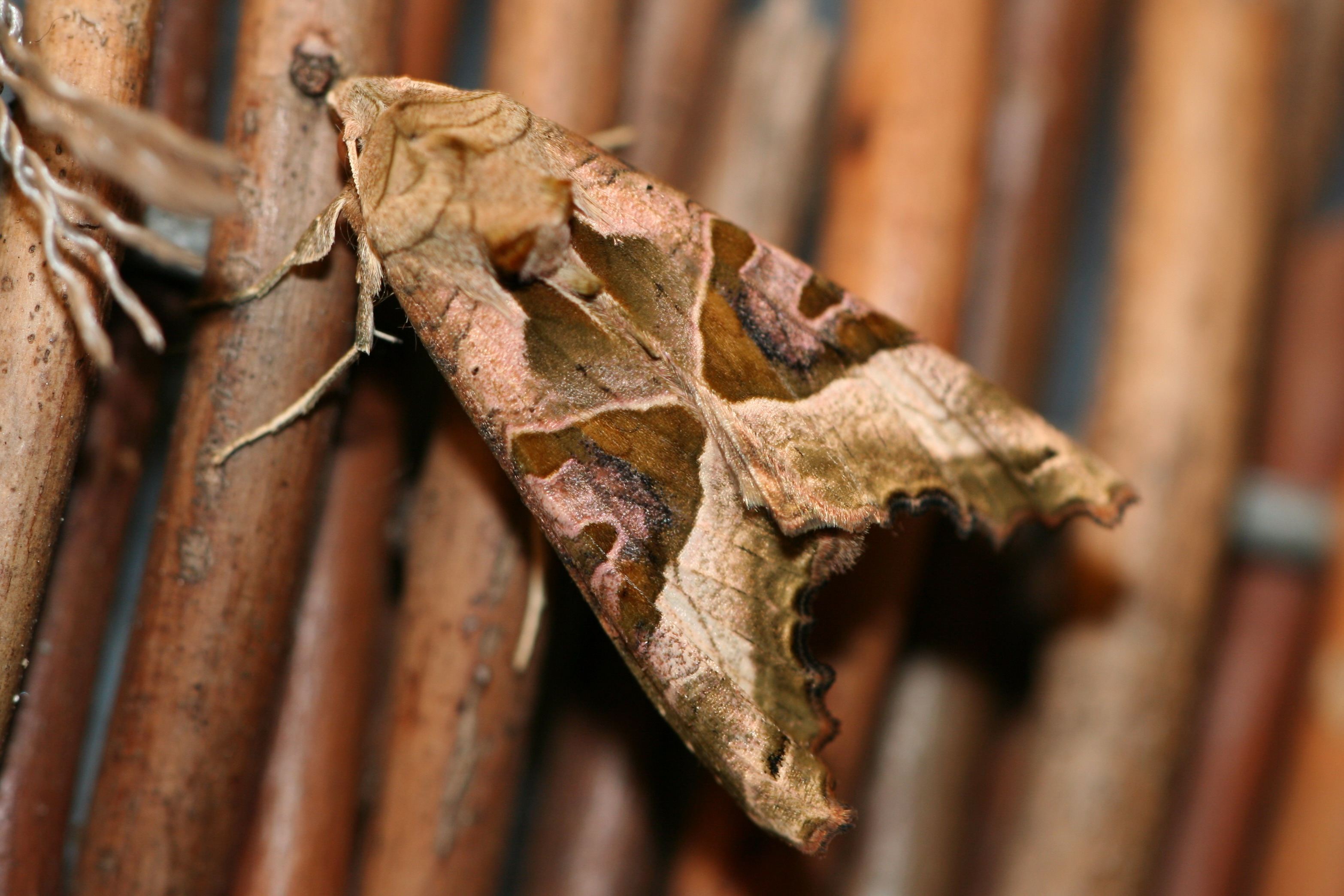
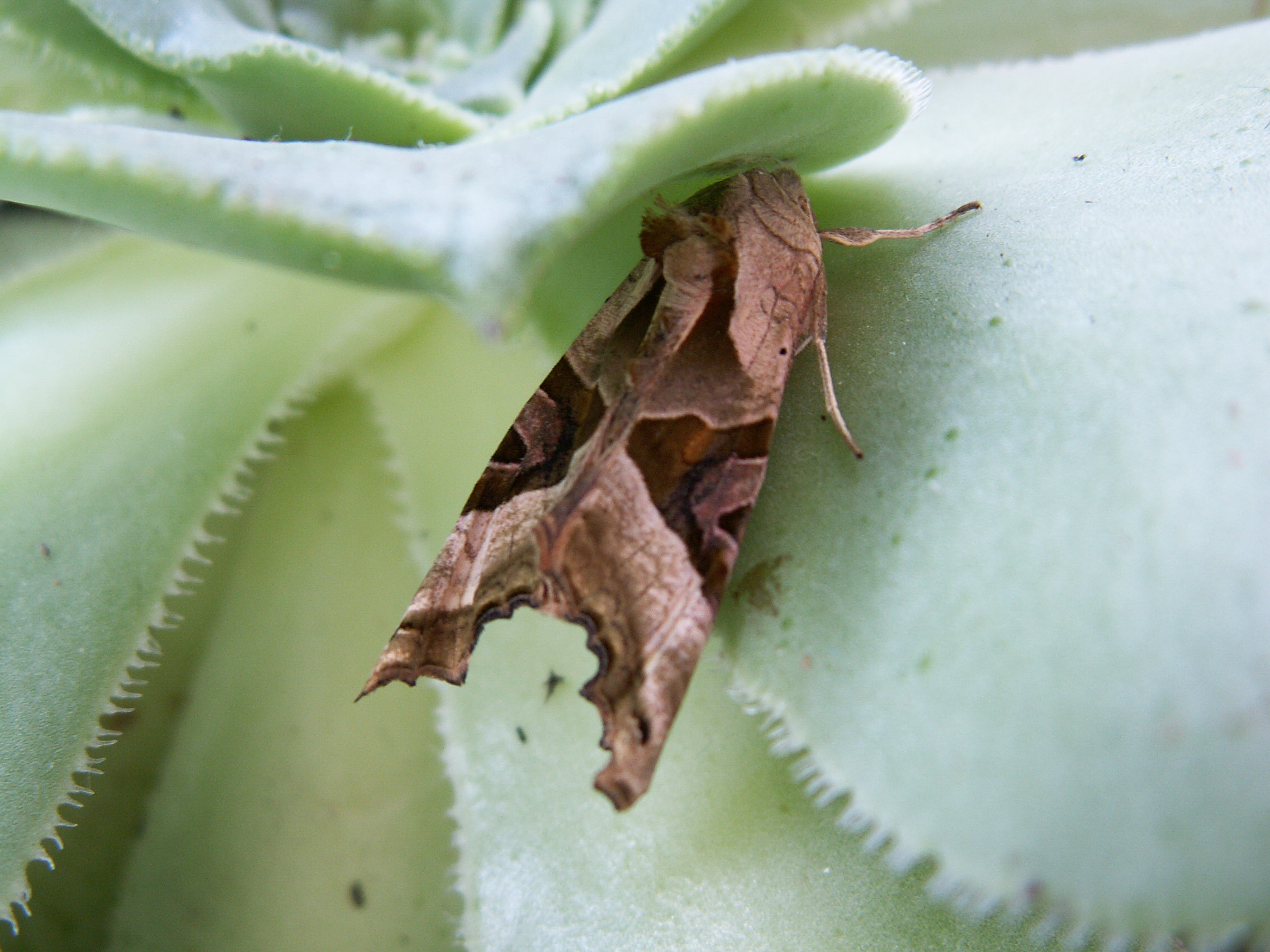
Vlinder
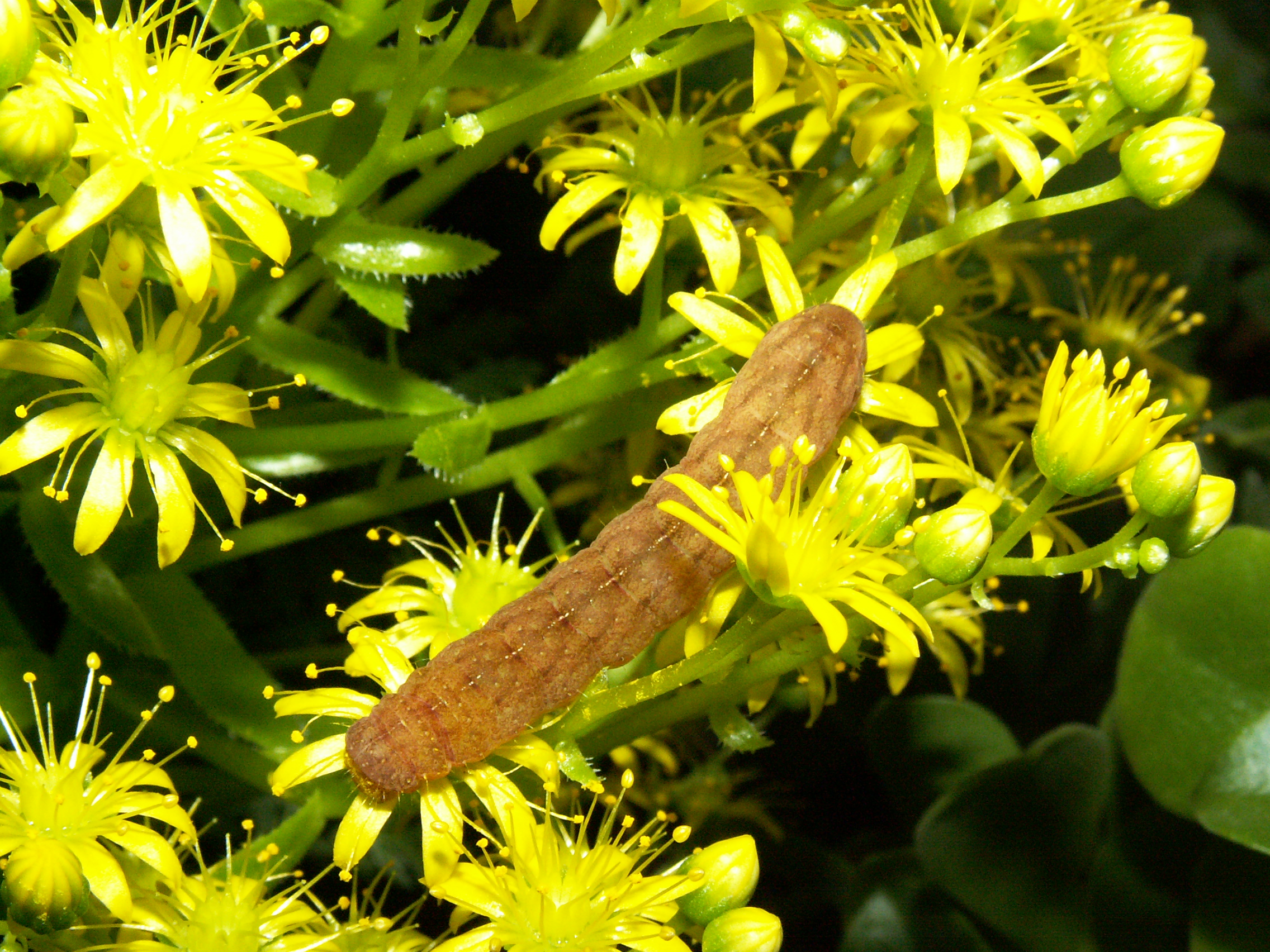
Bruine rups op gele bloemen van een Aeonium-soort
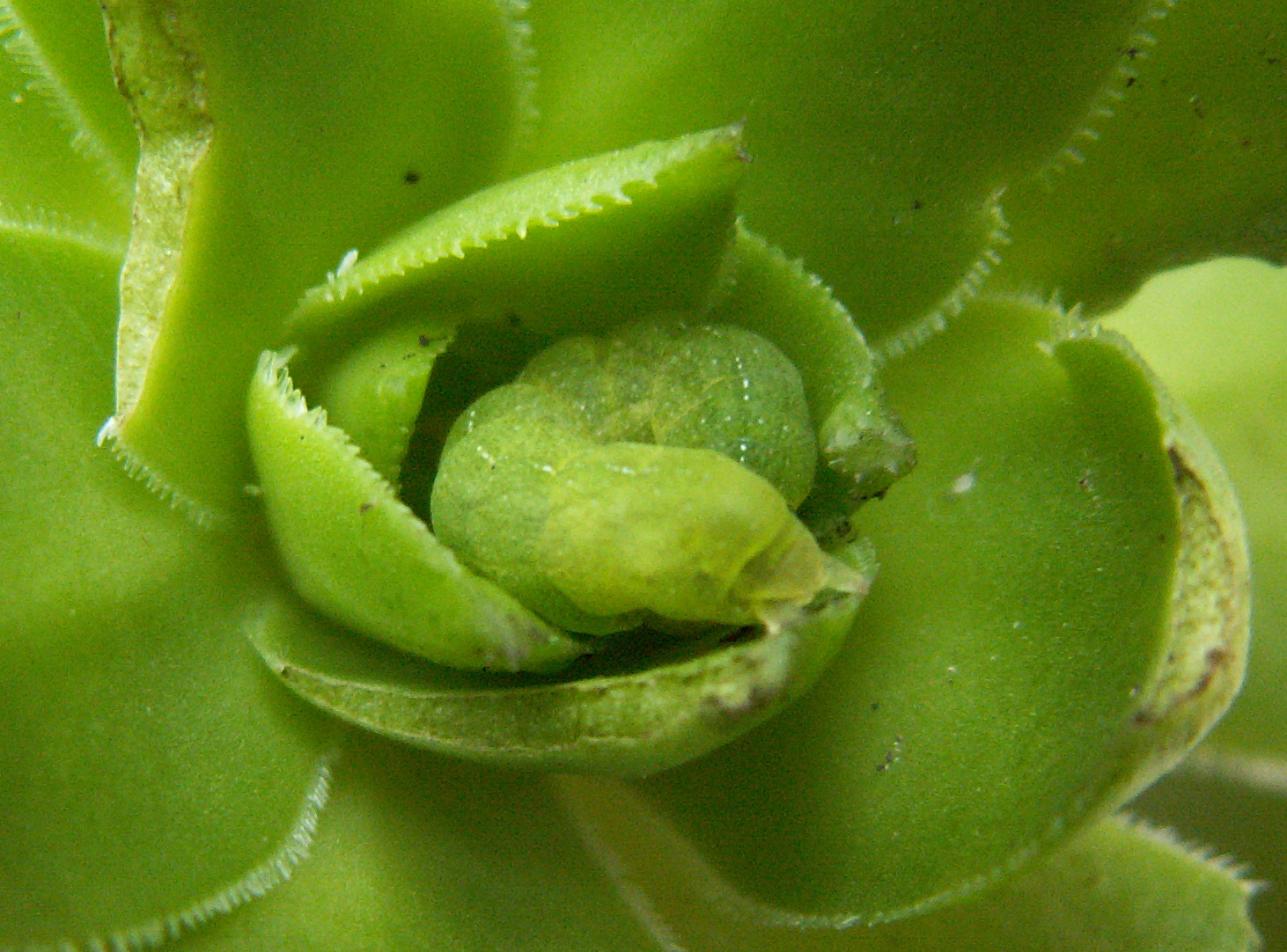
Groene rups op groene Aeonium-soort